# 兵庫県立西脇工業高等学校
兵庫県立西脇工業高等学校（ひょうごけんりつ にしわきこうぎょうこうとうがっこう）は、兵庫県西脇市野村町に所在する県立工業高等学校。通称は「西脇工業」。

## 沿革
- 1963年 - 兵庫県立西脇高等学校より工業課程を分離、兵庫県立西脇工業高等学校として現在地に開校。
- 1968年 - 繊維工学科・機械科の2学科を新設。
- 1988年 - 繊維工学科を情報・繊維科へ改編。
- 1998年 - 総合技術科を新設
- 2020年 - 工業化学科と情報繊維科の2学科を統合し、ロボット工学科に改編。

## 部活動
- 陸上競技部は、1982年の全国高校駅伝で初優勝以来、優勝8回（2015年時点）を数え歴代2位の記録（1位は広島県の世羅高校）。また、入賞も20回記録している。1980 - 90年代にかけて同じ兵庫の報徳学園とライバル関係を築いた。第40回記念大会（1989年）における報徳とのトラック勝負（結果は報徳の優勝）は現在でも高校駅伝の名シーンの1つとして多くの人々の記憶に残っている。
- 硬式野球部は、2013年夏（第95回）に甲子園大会に出場している。

## アクセス
- JR加古川線西脇市駅から1キロメートル

## 著名な出身者
- 池田幸博（元プロ野球選手）
- 翁田大勢（プロ野球選手、読売ジャイアンツ）
- 隅田川馬石（落語家）

陸上競技
※ 特に記載がない限り中・長距離選手。
- 石本文人（元陸上競技選手、元お笑い芸人、1995年卒）
- 奥谷亘（元陸上競技選手、1993年卒）
- 小島忠幸（元陸上競技選手、旭化成陸上部コーチ、1995年卒）
- 小島宗幸（元陸上競技選手、1994年卒）
- 清水将也（陸上競技選手）
- 藤井周一（陸上競技選手）
- 藤原正和（元陸上競技選手、中央大学陸上競技部長距離ブロック監督、世界陸上モスクワ・北京大会男子マラソン代表）
- 熊本剛（元陸上競技選手、トヨタ自動車陸上長距離部コーチ）
- 北村聡（陸上競技選手）
- 山口衛里（元陸上競技選手、2000年シドニー五輪女子マラソン7位）
- 八木勇樹（陸上競技選手、本校2年生から3年生の間トラック競技で日本人相手に無敗）
- 中谷圭佑（陸上競技選手）
- 田中希実（陸上競技選手、2020年東京五輪女子1500m8位）
- 後藤夢（陸上競技選手、田中希実の同期）

## 関連書籍・DVD
- 『ジュニア陸上競技教典』（全国高等学校体育連盟陸上競技部（編）、陸上競技社、1997年3月、長距離の項を渡辺公二（西脇工業陸上競技部監督）が執筆）
- 『心の監督術 兵庫県立西脇工業高校陸上部・渡辺公二監督 全国高校駅伝V7の軌跡』（平野隆彰（著）、せせらぎ出版、2000年9月、ISBN  978-4884166021）
- 『都大路へ続く道　渡辺公二監督の駅伝教育』（指導・解説：渡辺公二（西脇工業高等学校陸上競技部前監督）、ジャパンライム、2012年4月、DVD）
- 『西脇工業 1日2時間・日本一の練習法 少ない練習量で結果を出す、動きづくりと体づくり 【1】効率のいい走りを手に入れる「動きづくり」』（指導・解説：足立幸永（西脇工業高等学校陸上競技部監督）、実技：西脇工業高等学校陸上競技部、ジャパンライム、2013年1月、DVD）
- 『西脇工業 1日2時間・日本一の練習法 少ない練習量で結果を出す、動きづくりと体づくり 【2】故障をしない選手をつくる「補強＆トレーニング」』（指導・解説：足立幸永（西脇工業高等学校陸上競技部監督）、実技：西脇工業高等学校陸上競技部、ジャパンライム、2013年1月、DVD）